# 植原・笹川事件

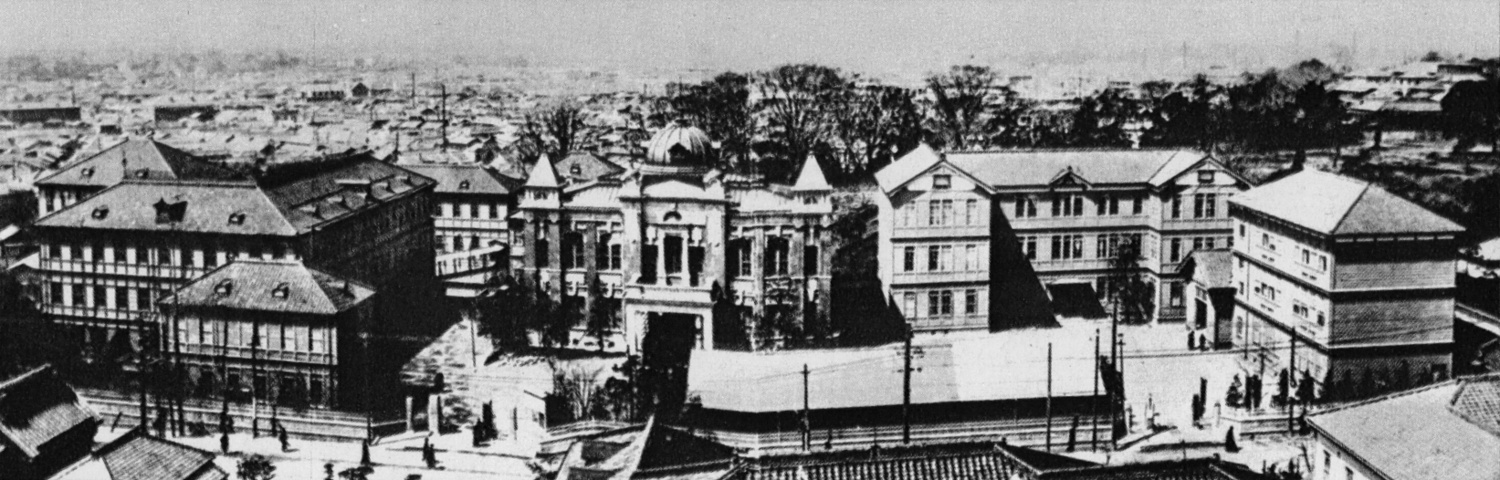
大正時代の明治大学

植原・笹川事件（うえはら・ささがわじけん）は、1920（大正9年） - 1921年（大正10年）に明治大学で発生した学校騒動・学園紛争である。

## 概要

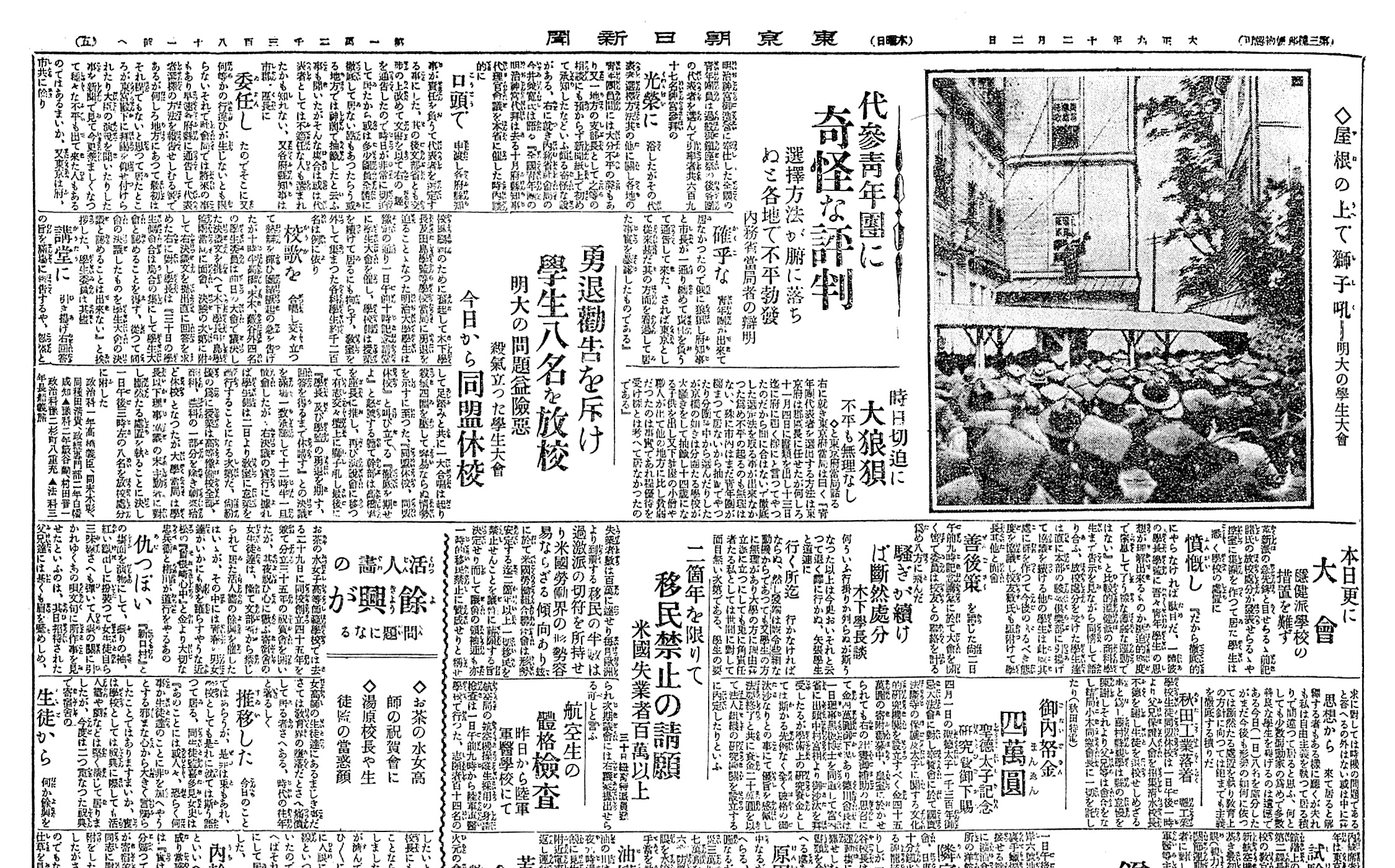
学長退陣を訴える明大生

### 第1段階（学生対大学当局）
1920年（大正9年）12月1日、明治大学で学生大会が開催され、学長木下友三郎と学監田島義方の退陣を勧告する決議を行った。この運動の中心を担ったのは大学令による学部昇格を見送られた政治学科の学生たちで、その背景には法学重視の講座配置や合併授業の多さに対する不満があった。大学当局はこれに対して学生リーダー8名を放校処分とし、さらに12月10日、学生たちを扇動した廉で植原悦二郎・笹川臨風両教授を解職した。
学生たちは両教授の復職と放校処分の撤回を強く要求した。結局、大学当局は両教授の復職を認め、被処分学生も復学した。学生側も木下学長と田島学監の退陣要求を撤回した。

### 第2段階（学生対文部省）

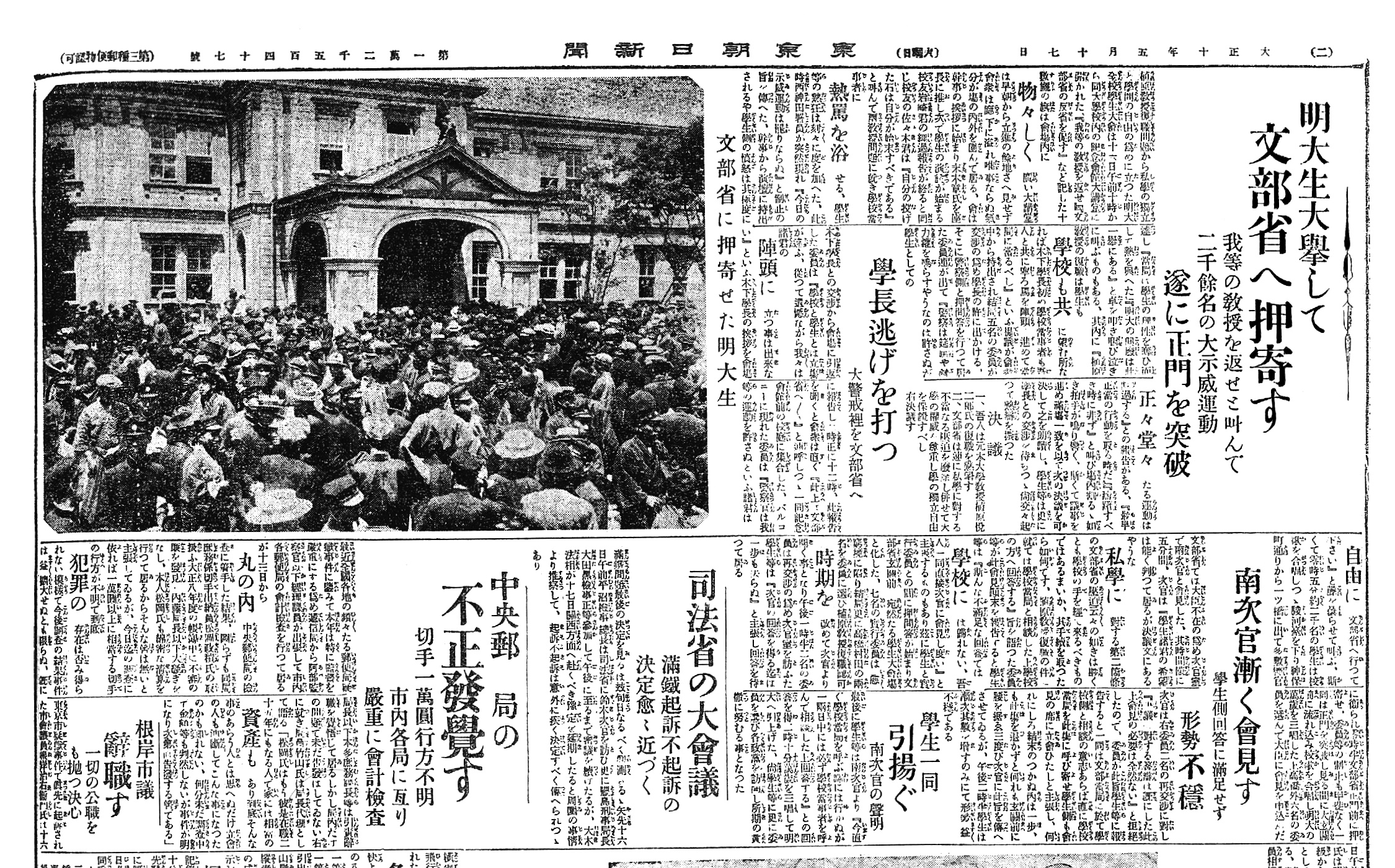
文部省に押し寄せた明大生

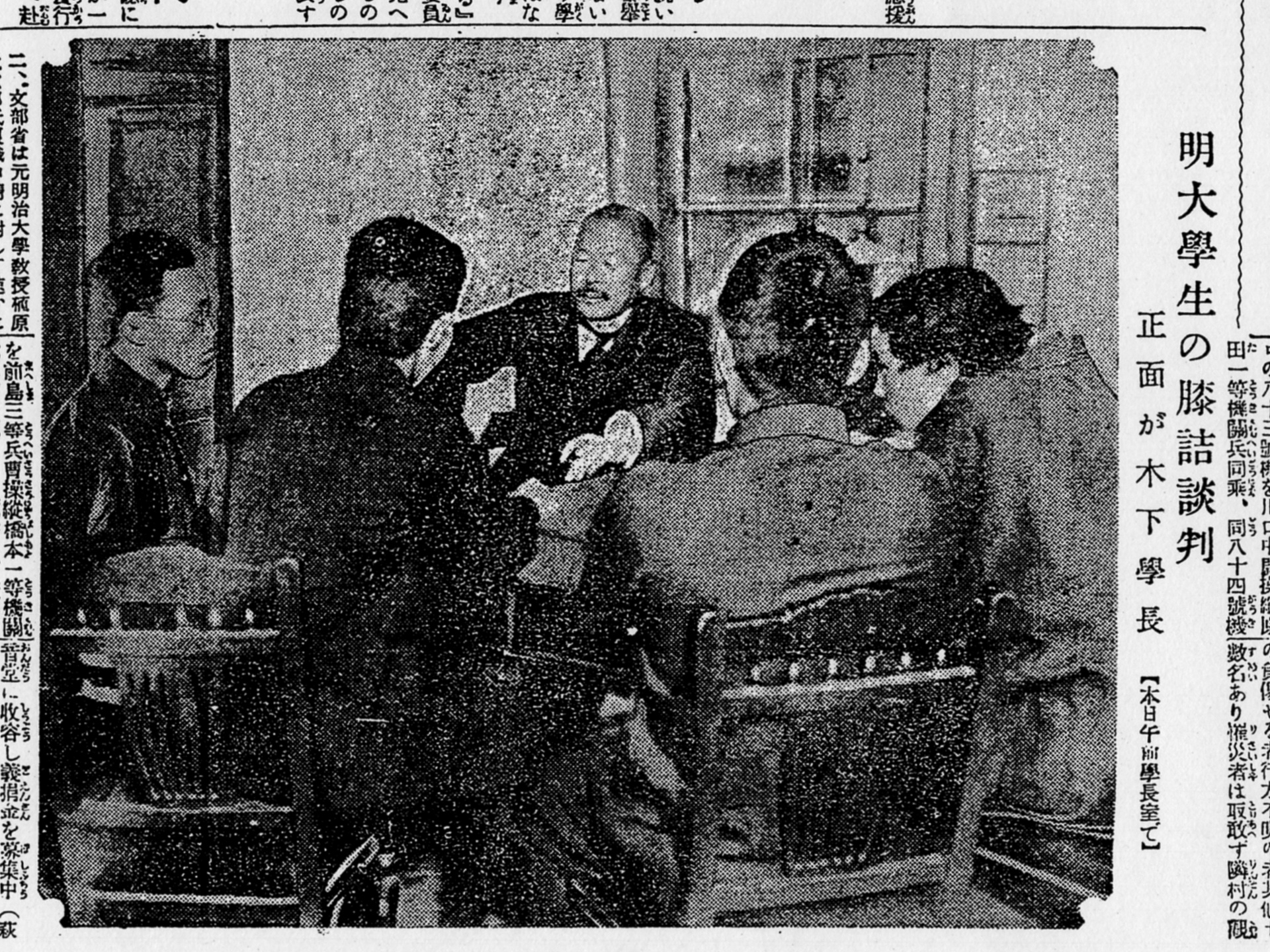
木下学長と直談判する明大生

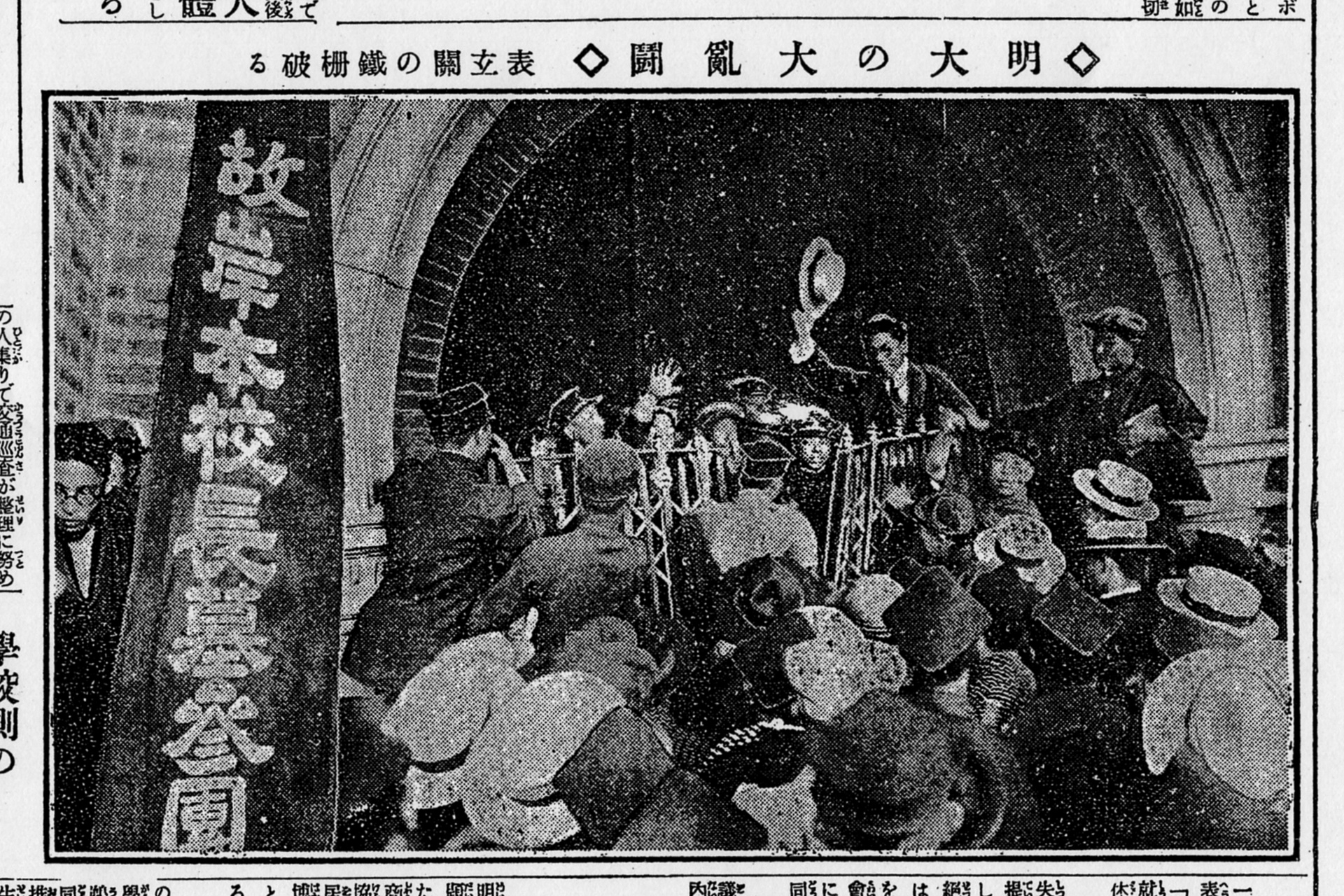
記念館前での大乱闘

しかし1921年（大正10年）4月28日、文部省は笹川の復職のみを認め、植原については復職を認めなかった（笹川も復職を辞退）。争いは学生対大学当局から学生対文部省へと変質していった。
- 5月09日、明大理事の鵜澤總明が植原の復職問題で松浦鎮次郎文部省専門学務局長と会見[5]。
- 5月12日、明大学生委員ら10名が南弘文部次官と会見[6]。
- 5月14日、明大記念館で予科大会を開催し、植原の復職を求める決議を全会一致で採択[7]。
- 5月16日、明大生約2千名が文部省に押し寄せ、植原の復職と私学圧迫排除、学問の独立自由の保証を要求[8]。
- 5月18日、記念館で各私立大学連合大演説大会を強行開催。立憲国民党でも明大問題で対策を協議。[9]。明大生実行委員7名が南弘文部次官に面会を求めるも拒絶される[10]。
- 5月19日、立憲国民党の代表者3名が明大問題で中橋徳五郎文部大臣と会見[11]。文部省は植原の復職申請は無効との理由で取り下げることが至当と回答[12]。
- 5月20日、明大生実行委員が木下学長に面会して不誠意を詰問するも物別れに終わる[13]。
- 5月21日、記念館で学校当局問責演説会を強行開催し、23日正午までに回答がなければストライキに訴える旨を決議[14]。
- 5月23日、神田青年会館で植原・笹川両教授の報告演説会を開催。観衆2千名[15]。
- 5月24日、大学当局は学生運動の首謀者13名の退学・放校処分を断行。学生側は全学ストライキを決行[16]。
- 5月27日、憲政会代議士鈴木富士彌と清水留三郎が学生本部が置かれた神田錦町の松本亭を訪問。同日午後7時から開催された商議員会は植原と笹川の復職を認めないことなど3項を確認[17]。
- 5月30日、警官隊が大学に突入。記念館に籠城した学生たちは校歌を高唱しながら激しく抵抗し、警官が記念館2階から転落して負傷する事態も起きた[18][19]。

結局、木下学長以下首脳陣4名は引責辞任し（後任の学長は富谷鉎太郎）、植原の復職も実現せず、明治大学を舞台にした勝者なき大学紛争は幕を下ろした。
この事件の十数年後、当時の木下友三郎学長は植原に「はなはだ相すまないことをした」と言って謝罪したという。